# Sent Gervàs
Sent Gervàs (en francès Saint-Gervais) és un municipi francès situat al departament del Gard i a la regió d'Occitània.